# Cenarruza
Cenarruza[cita requerida] (oficialmente en euskera: Ziortza-Bolibar) es un municipio español de la provincia de Vizcaya, en la comunidad autónoma del País Vasco. Pertenece a la comarca de Lea Artibai. Tenía 413 habitantes en 2019. La superficie del término municipal es de 18,50 km², lo que da una densidad poblacional de 21,35 habitantes por km².
Aunque hay noticias de su existencia desde el siglo XI, se trata de un municipio anexionado en 1969 al de Marquina-Jeméin, que recuperó su municipalidad el 1 de enero de 2005. 
El nombre de Bolívar viene del vasco y significa 'vega del molino', de bolu, 'molino', e ibar, 'vega', documentado Molinibar; Cenarruza viene de *Zinaurritza (vasc. zihaurri 'yezgo' o 'saúco menor' + sufijo -tza, de abundancia).

## Toponimia
Históricamente el municipio se ha llamado en castellano Cenarruza, figurando así en todos los censos del INE entre 1842 y 1960, ya que históricamente la Puebla de Bolívar había estado subordinada a la colegiata de Cenarruza. Entre 1969 y 2005 el municipio estuvo anexionado al municipio de Marquina-Jeméin. Cuando recuperó su municipalidad en 2005, adoptó la denominación oficial de Ziortza-Bolibar. Ziortza es la forma normativa moderna en euskera del topónimo Cenarruza, mientras que Bolibar es la forma vasca del topónimo Bolívar, nombre del principal núcleo de población del municipio.
Existen varias teorías para explicar el origen etimológico del topónimo Cenarruza. Una vieja etimología referida a este topónimo hace derivar el topónimo de *Zinaurritza(h)a, del protovasco *zinaurri (vascuence: zihaurri; castellano: 'yezgo' o 'saúco menor') más *-tza(h)a, sufijo de abundancia, moderno -tza. Otra etimología propuesta es que el topónimo provendría de la expresión Tzear Otza, que quiere decir 'ladera fría', lo que no aclara la -n- en el nombre romance. Ziortza sería una evolución del más antiguo Cenarruza, existiendo varias teorías al respecto de cómo se habría producido esta evolución.
El principal núcleo del municipio es Bolívar o Puebla de Bolívar. El origen etimológico parece claro, vendría de bolu ibar, que significa en euskera vega del molino. De hecho la mención más antigua de esta población es como Molinibar en el siglo XI. Antiguamente se escribía Bolíbar en español, pero luego pasó a escribirse como Bolívar. En euskera se escribe actualmente Bolibar de acuerdo a las reglas ortográficas modernas del idioma.

## Demografía
Cenarruza cuenta con una población de 409 habitantes (INE 2024).
| Gráfica de evolución demográfica de Cenarruza entre 1842 y 2021 |
| |
| Población de derecho según los censos de población del INE Población de hecho según los censos de población del INEEntre el censo de 1970 y el anterior, este municipio desaparece porque se integra en el municipio 48060 (Marquina Jemein) Entre el censo de 2011 y el anterior, aparece este municipio porque se segrega del municipio 48060 (Markina- Xemein) - Nota: Este hecho se produjo en 2005 |

## Administración y política

### Gobierno municipal
| Partido político                                              | 2023  | 2023  | 2023       | 2019  | 2019  | 2019       | 2015  | 2015  | 2015       | 2011  | 2011  | 2011       | 2007  | 2007  | 2007       |
| Partido político                                              | %     | Votos | Concejales | %     | Votos | Concejales | %     | Votos | Concejales | %     | Votos | Concejales | %     | Votos | Concejales |
| Euskal Herria Bildu (EH Bildu)-Bildu                          | 63,44 | 151   | 5          | 62,59 | 164   | 5          | 54,36 | 156   | 4          | 42,95 | 128   | 3          | –     | –     | –          |
| Euzko Alderdi Jeltzalea-Partido Nacionalista Vasco (EAJ-PNV)  | 34,87 | 83    | 2          | 37,02 | 97    | 2          | 44,60 | 128   | 3          | 53,69 | 160   | 4          | 97,02 | 163   | 7          |
| Partido Popular del País Vasco (PP)                           | 0,42  | 1     | 0          | –     | –     | –          | –     | –     | –          | 0,00  | 0     | 0          | 0,60  | 1     | 0          |
| Partido Socialista de Euskadi-Euskadiko Ezkerra (PSE-EE PSOE) | –     | –     | –          | –     | –     | –          | –     | –     | –          | 1,01  | 3     | 0          | 1,19  | 2     | 0          |

### Organización territorial
El municipio se divide en los siguientes barrios:
- Arta (51 hab.)
- Bolívar[cita requerida] (185 hab.)
- Zeinka-Zearregi (81 hab.)
- Cenarruza-Goierria[cita requerida] (34 hab.)
- Iruzubieta (47 hab.)

## Cultura

### Lacunade la familia de Simón Bolívar

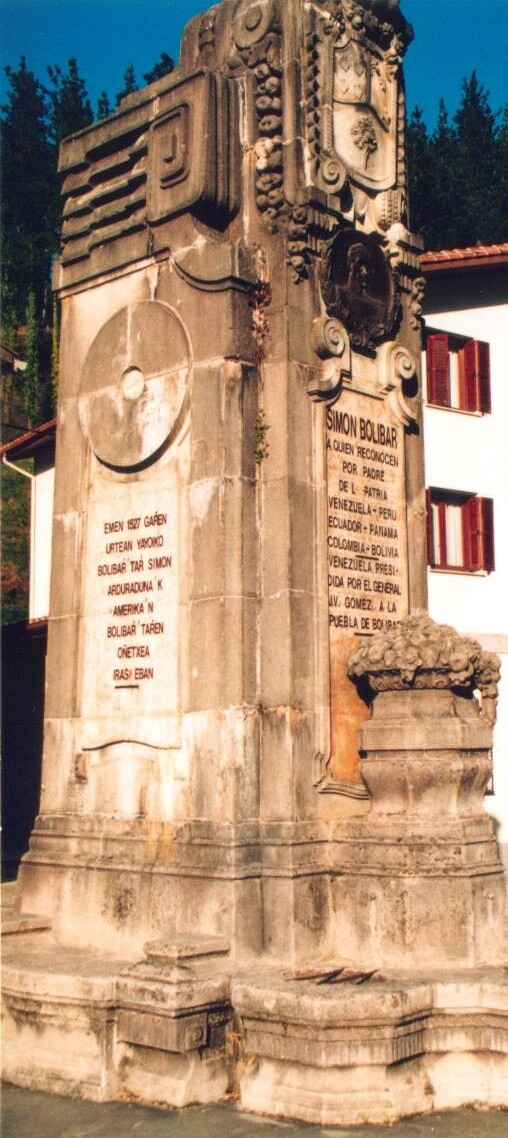
Monumento a Simón Bolívar donado por el gobierno de Venezuela en 1927

Simón Bolívar (1783-1830), líder de la lucha de la independencia de varios países de Sudamérica, y venerado como Libertador y Padre de la patria por Venezuela, Colombia, Panamá, Ecuador, Perú y Bolivia, contribuyó a extender por todo el mundo y especialmente por Latinoamérica el nombre de Bolívar. En su honor han sido bautizados dos países (Bolivia y la República Bolivariana de Venezuela), así como ciudades, estados, calles, plazas, etc. con el nombre de Bolívar.
La conexión entre el Libertador y la pequeña aldea vizcaína de la Puebla de Bolívar se encuentra en un antepasado directo de Simón Bolívar, su quinto abuelo, conocido como Simón de Bolíbar, el Viejo, quien emigró a mediados del siglo XVI desde Vizcaya a América.
No se sabe con seguridad si Simón Bolíbar el Viejo era natural de la Puebla de Bolívar, ya que algunas fuentes citan la cercana villa de Marquina como su localidad natal. Sin embargo, sí parece seguro que, aunque él pudo no haber nacido en Bolívar, su familia sí que era oriunda de esta localidad.
Parece ser que Bolíbar "el Viejo" pertenecía a los Rementería (de errementari que significa herrero en vasco), una rama segundona de la familia Bolíbar o Bolíbar-Jáuregui (significa palacio de Bolívar), familia noble que tenía su casa-torre solariega en La Puebla de Bolívar. La casa solariega de los Rementería se ubicaba también en la misma localidad. El patronímico de su familia era Ochoa. Por aquel entonces no existían reglas fijas para la configuración y transmisión de los apellidos. El apellido de su familia era Ochoa de la Rementería de Bolíbar-Jáuregui; pero el padre de Simón de Bolíbar el Viejo intercambió Rementería por Bolíbar-Jáuregui, quizás por ser este apellido de mayor prestigio. Simón de Bolíbar el Viejo fue el que simplificó el apellido al quedarse solamente con Bolíbar, prescindiendo del patronímico Ochoa (por aquella época dejaron de utilizarse los patronímicos) y quedándose solamente con el nombre de la localidad de su familia. Una vez establecido en Venezuela, pasó a escribir su nombre con v, dando origen a la saga de los Bolívares americanos. 
En la actualidad el pequeño pueblo guarda con orgullo el honor de haber sido origen de un linaje que dio a la historia universal uno de sus personajes más relevantes.
En 1927 el Gobierno de Venezuela costeó la construcción de un monumento en honor a Simón Bolívar en la plaza del pueblo de sus antepasados. Ese fue el primer monumento erigido en honor al Libertador en España. En la década de 1950, el gobierno venezolano, como deferencia a la localidad originaria de la familia del Libertador, subvencionó la construcción de las escuelas de La Puebla de Bolívar y el frontón y donó al pueblo un busto de Simón Bolívar, que todavía se conserva.
En la actualidad la plaza principal del pueblo se llama Plaza Simón Bolívar. Se conserva en la localidad el Palacio Bolívar (Bolibar Jauregia), casa solariega construida en el siglo XVI en el lugar ocupado por la casa-torre Bolívar que dio nombre a la localidad y al apellido del Libertador. Sin embargo, esta no era la casa de los antepasados cercanos del Libertador, que, como hemos comentado antes, pertenecía a una rama menor de esta familia, los Rementería. La casa de los Rementería, situada antiguamente detrás de la iglesia, ya no se conserva. El caserío Errementarikua, dependiente de aquella antigua casa, fue rehabilitado y convertido en museo. El Museo Simón Bolívar fue inaugurado en 1983 coincidiendo con el bicentenario del nacimiento del Libertador, y está dedicado en parte a la figura del prócer latinoamericano y en parte a la etnografía e historia de la Vizcaya medieval.

### Puebla de Bolívar

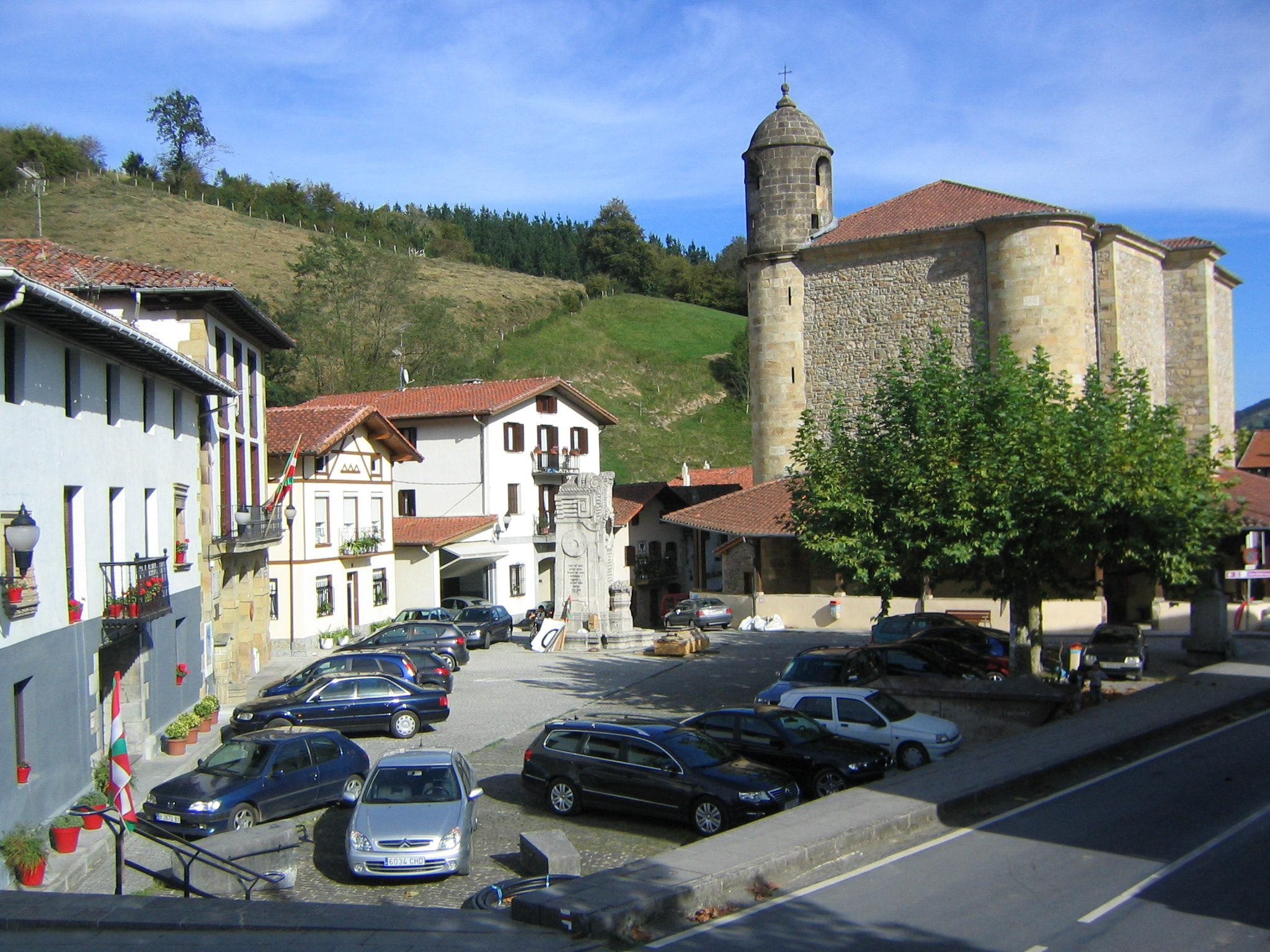
Plaza Simón Bolívar

Bolívar es una anteiglesia situada en las márgenes del arroyo homónimo a los pies del monte Oiz. 
Desde 1969 hasta 2004 perteneció, junto con el barrio de Cenarruza al municipio de Marquina-Jeméin, hasta que un movimiento vecinal consiguió que ambos barrios volvieran a constituirse en municipio independiente, esta vez con el nombre de Ziortza-Bolibar.
En Bolívar se generó el apellido homónimo. Simón Bolívar de la Rementería, colonizador nacido en este barrio, lo llevó de Europa a América, donde echó raíces. Su descendiente, el «Libertador de América» Simón Bolívar, hizo famoso el término, lo que ha llevado a la proliferación de sitios con este nombre por todo el mundo y ha dado nombre a los estados de la República de Bolivia y la República Bolivariana de Venezuela. En honor al prócer hay un monumento conmemorativo, una estatua y un museo en la Puebla de Bolívar. La casa solar de Simón Bolívar, procedente de la rama menor de la familia Bolívar, era Rementería. Esta casa estaba detrás de la iglesia, pero fue demolida.
Otras figuras ilustres que tienen su origen en esta pequeña población son: Diego de Irusta, que participó en la batalla de las Navas de Tolosa; los abades de la colegiata de Zanarruza; Diego de Irusta y Bernardino de Irusta; el general Francisco de Longa, héroe de la Guerra de la Independencia, y el general Pedro de Zubiaur.

### Colegiata de Cenarruza

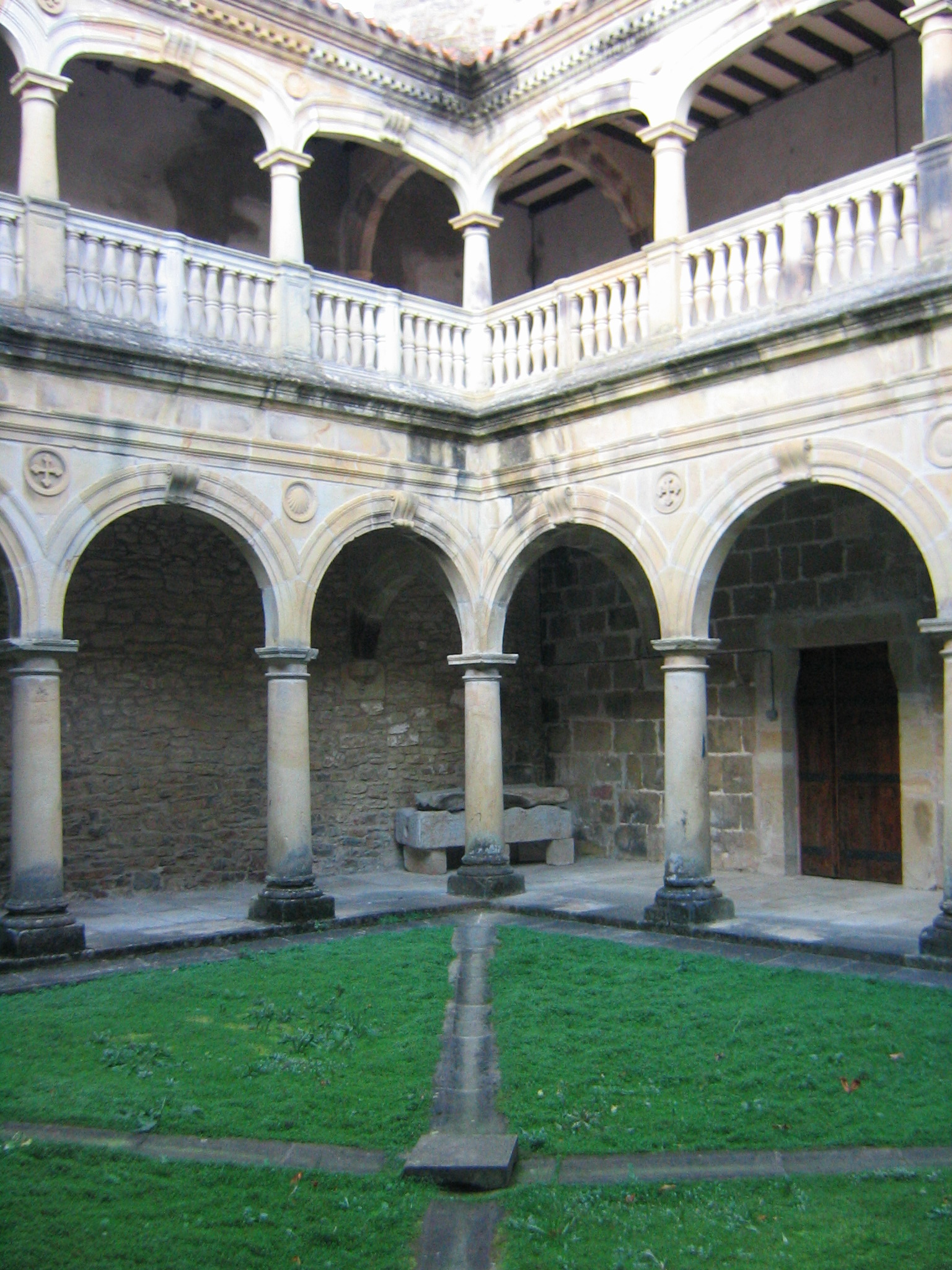
Claustro de la colegiata de Santa María de Cenarruza

La colegiata de Cenarruza se sitúa a escasos 2 kilómetros del núcleo urbano. Fue un importante enclave dentro de la ruta jacobea de la costa y su influencia se extendía más allá de la comarca, superando el ámbito religioso.
La tradición marca su fundación en el siglo X.
El complejo consta de:
- La iglesia, del siglo XIV en sus orígenes, aunque con muchas remodelaciones, correspondiendo el estado actual a un estilo gótico y pudiéndose fechar en el siglo XV.
- El claustro, renacentista. De planta cuadrada y dos cuerpos con arcos de medio punto el primero y rebajados el segundo.
- La puerta este, que es la principal entrada al complejo religioso.

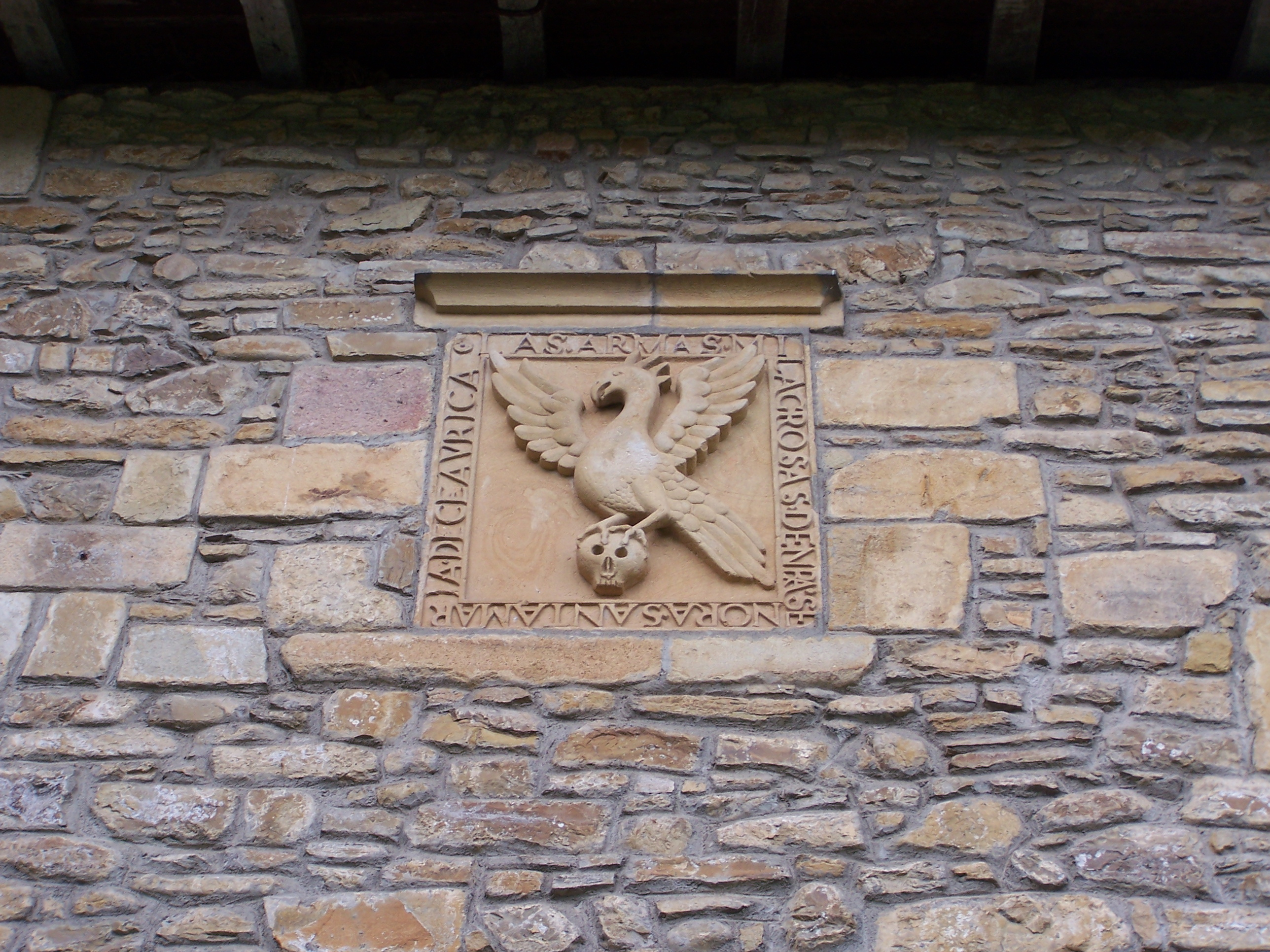
Escudo de la colegiata, águila con el cráneo entre las garras

- La puerta oeste, más pequeña que la este, luce el mismo escudo y sobre el mismo la imagen del águila con el cráneo entre las garras.

Tuvo hospital de peregrinos.

### Monumentos
- Iglesia de Santo Tomás, del siglo X (reconstruida en los siglos XVII y XVIII) tiene la estructura de templo fortaleza. Es de una sola nave y bóveda de crucería. Consta de dos torres cilíndricas. El retablo es neoclásico.
- El gobierno de Venezuela levantó un monumento en honor al Libertador en 1927, el primero erigido en su honor en España.

## Personas destacadas
- Diego de Irusta (1487-1563): abad de la Colegiata de Cenarruza.
- Fray Luis de Bolívar, Catedrático de Derecho Canónico y Teología de la Universidad de Salamanca, de los Bolívar de La Puebla, asentados en "Ad fauces" luego Garganta la Olla, en las tierras de Plasencia, Reino de Castilla, a finales del siglo XII.
- Agustín Pérez-Bolívar y de Gómez, sobrino del anterior, Abogado de los Reales Consejos a finales del siglo XVIII y principios del siglo XIX, de la rama castellana de los Bolívar.
- Alejandro Pérez-Bolívar y de Gómez, hermano del anterior, Lizenciado por la Universidad de Salamanca y administrador de los Condes de Niebla.
- Pedro de Zubiaur e Ibarguren (1540-1605): militar y marino. Luchó en la guerra anglo-española (1585-1604), donde consiguió sonadas victorias contra los ingleses.
- Simón Ochoa de la Rementería y Bolívar "el Viejo" (1532-1612): antepasado de Simón Bolívar. Administrador de la Corona en la Capitanía General de Venezuela.
- José Antonio Illoro y Arregui, Chiquito de Bolívar (1952), puntista. Considerado en su momento uno de los mejores del mundo.
- Miren Urkiola eta Aranberri (1988), levantadora de piedras.[11]